# Profilteatern
Profilteatern är en fri teatergrupp i Umeå. Den har sedan starten 1984 spelat teater för barn, unga och vuxna runt om i hela Sverige. 
Teatern arbetar med ofta nyskriven dramatik och nyskriven musik. Inspirerade av skotska teatergrupper har teatern introducerat en burlesk underhållningsform där föreställningen innehåller en mordgåta som improviseras fram i interaktion med publiken, under en trerätters middag. En av de första föreställningarna kallades just Mord till bords.
Profilteaterns scen, kontor och verkstad huserar sedan år 2000 i en k-märkt före detta exercisbyggnad på det gamla regementsområdet, Umestan, inte långt från Umeå centrum. Teatern drivs av sina fasta medlemmar.
Profilteatern är medlem i Teatercentrum, i Umeå teaterförening/Riksteatern, samt det internationella nätverket EON – European Off Network, och får statsbidrag ifrån Kulturrådet.

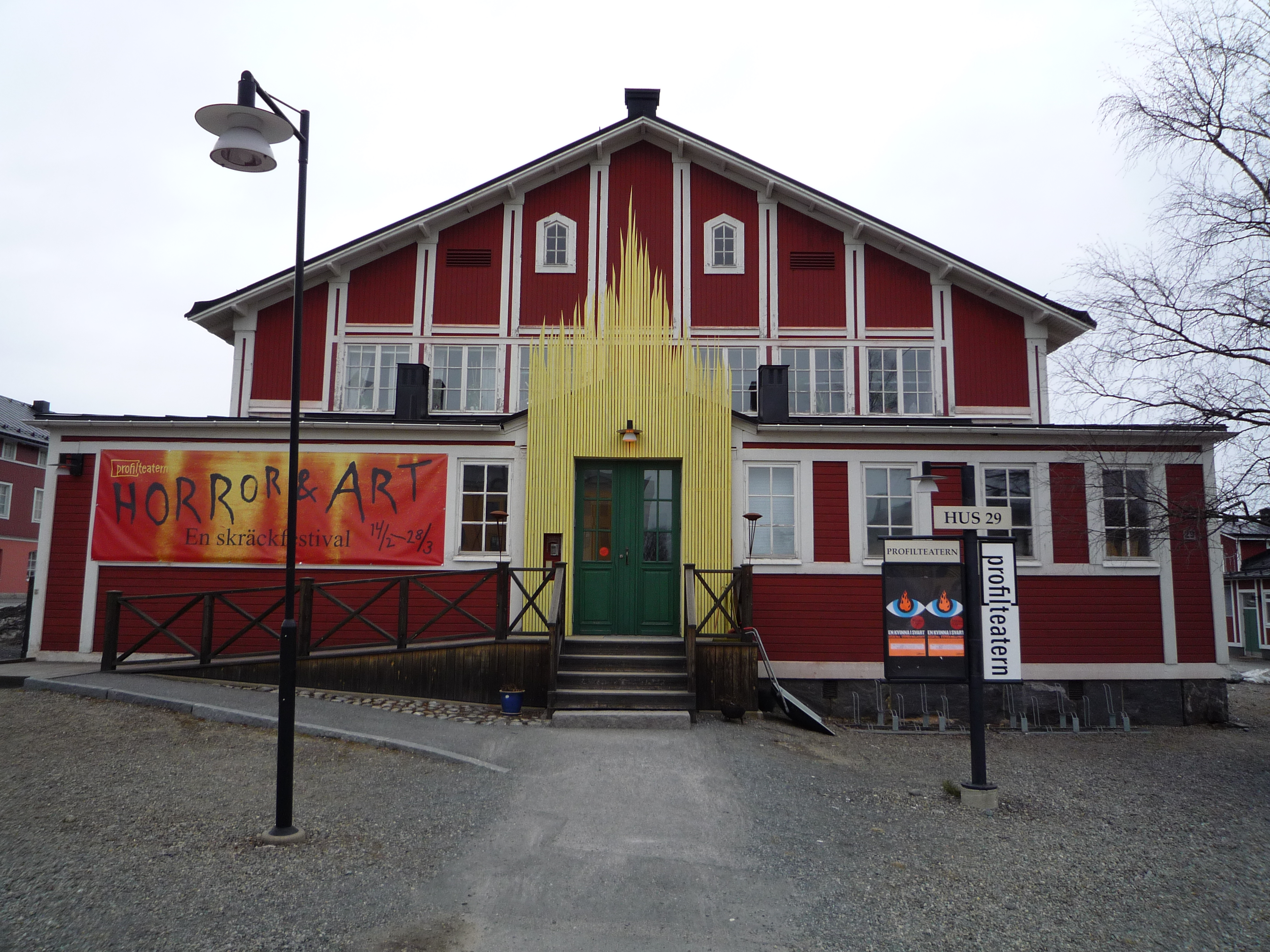
Skräckfestival på Profilteatern, Umestan i Umeå, mars–april 2014.

## Uppsättningar i urval[3][4]
- 2023 Stormens Utgrävning, text av Liv Strömquist, Ola Söderholm och Jonatan Unge. Regi av Lars Bringås.
- 2017 Jordens sista dygn, manus och regi av Rebecka Cardoso
- 2014 Ursäkta, skulle ni kunna svälta lite tystare, vi försöker faktiskt skapa lite ekonomisk tillväxt här borta! av Liv Strömquist och Sara Granér i regi av Nora Nilsson
- 2014 Horror & Art – Skräckfestival
- 2013 Huset av Jan Karlsson
- 2013 Utbrott av Gustav Tegby i regi av Rikard Lekander
- 2012 Vial av Henrik Ståhl i regi av Hilmar Jónsson
- 2010 Om nu kärnfamiljen är så jävla fet – varför behöver den då så mycket propaganda? av Liv Strömquist i regi av Hilmar Jónsson
- 2009 Vid världs ände av Morris Panych, i regi av Harald Leander
- 2007 Bakom rutan, av Maria Westin, i regi av Fredrik Lindegren
- 2003 Varför är det så ont om Q?, av Hans Alfredson, i regi av Maria Westin
- 1998 Vi betalar inte, vi betalar inte! av Dario Fo, i regi av Maria Westin
- 1996 Ljuset, av Torgny Lindgren, bearbetning och regi Leif Stinnerbom